# Шоппе, Юлиус
Юлиус Шоппе, известный также как  Юлиус Шоппе Старший (нем. Julius Schoppe, 27 января 1795, Берлин — 30 марта 1868, там же) — немецкий художник и график, портретист эпохи бидермейера.

## Биография
Родился в семье ювелира. С 1810 по 1817 год обучался в Берлинской академии художеств у Сэмуеля Роселя. В 1815—1816 г. находился в Вене. После окончания академии уехал в Рим, где проживал до 1822 г., изучая итальянское искусство, копируя произведения таких мастеров Возрождения, как Рафаэль, Тициан, Корреджо. Выполненные им семь копий картин Рафаэля вошли в коллекцию короля Пруссии Фридриха Вильгельма IV и находились в оранжерее в Сан-Суси.
В 1825 г. Ю. Шоппе вернулся в Берлин в 1825 году и был принят в члены Академии. В 1836 г. стал профессором Берлинской академии художеств.

## Творчество
Автор пейзажей, исторических и жанровых полотен. Признанный мастер портрета.
Участвовал в росписи интерьеров разработанных Карлом Фридрихом Шинкелем, в том числе чайной комнаты для супруги короля Елизаветы Людовики Баварской в Городском дворце Берлина, вестибюля Нового павильона дворца Шарлоттенбург и др.
Известен также, как автор оригинальной серии «живых картин», созерцание которых завораживает: столько изящества и легкости в изображенных живописцем фигурах, они так достоверно анатомически изображены, что кажется, что через момент-другой они действительно оживут.